# Fabien Engelmann
Pour les articles homonymes, voir Engelmann.
Fabien Engelmann, né le 7 mai 1979 à Algrange (Moselle), est un syndicaliste et homme politique français.
Membre du Rassemblement National, il est Maire de Hayange depuis 2014 et Conseiller régional du Grand Est depuis 2016.
Après avoir été responsable syndical à la Confédération générale du travail (CGT) et engagé à l'extrême gauche à Lutte Ouvrière (LO) puis au Nouveau Parti anticapitaliste (NPA), il rejoint le Front national en 2010, ce qui provoque son exclusion de la CGT.

## Biographie

### Famille et vie privée
Fabien Engelmann naît le 7 mai 1979 à Algrange. Il est d'ascendance pied-noire, ses grands-parents sont des rapatriés d'Algérie, installés dans la vallée de la Fensch dans les années 1960 pour travailler dans la sidérurige. Son père est comptable, sa mère auxiliaire de vie.[réf. souhaitée]

### Début de carrière et engagement syndical
Après l'école, il commence à travailler sur une chaîne de montage dans une usine automobile, plus tard comme vendeur dans un magasin de vêtements, puis comme jardinier paysagiste, à la mairie de Nilvange en Moselle, où il est ouvrier fonctionnaire territorial. Il fonde la section CGT des agents territoriaux de la commune, dont il devient le secrétaire. Il milite à l'époque à la fondation Brigitte-Bardot.

### Parcours politique

#### Militant à l'extrême-gauche
Fabien Engelmann adhère à Lutte ouvrière (LO) en 2001, disant apprécier le franc-parler et la sincérité d'Arlette Laguiller. En 2011, il dit garder une admiration pour elle. Il explique son engagement par une prise de conscience des inégalités sociales et pour défendre les ouvriers et salariés maltraités par certaines sociétés du CAC 40 qui n'hésitent pas à licencier pour accroitre leurs profits.
Il est tête de liste LO aux élections municipales de 2008 à Thionville, où il recueille 6,9 % des voix.
En mai 2009, il adhère au Nouveau Parti anticapitaliste (NPA) d'Olivier Besancenot dans l'idée de réunir la gauche de la gauche autour d'un programme commun. Il est candidat à l'élection régionale de 2010 en Lorraine en seconde position sur la liste du parti,.
En raison de la candidature d'une femme portant le hijab sous les couleurs du NPA dans le Vaucluse, il quitte le parti avec les trois-quarts de sa section CGT de Thionville,.

#### Passage au Front national
Après un bref passage d'un an au NPA, Fabien Engelmann rejoint le Front national (FN) en octobre 2010.
Il ne voit aucune contradiction à l'idée de passer du NPA au FN en affirmant que le parti de Marine Le Pen défend les services publics, la classe ouvrière, la laïcité, apporte des solutions contre la mondialisation, donc contre les délocalisations, et propose de lutter contre la concurrence imposée de la main d'œuvre étrangère avec la main d'œuvre « locale » dans le but de faire baisser les salaires et de mettre au chômage des Français. Il rejoint le combat du FN contre l'Europe de Bruxelles qui, selon lui, appauvrit les Français de jour en jour.
Il devient conseiller politique de Marine Le Pen pour le dialogue social, membre du bureau départemental de Moselle du FN et du bureau politique du FN de 2011 à 2014, ainsi que responsable de la huitième circonscription de la Moselle pour le parti.

#### Exclusion de la CGT
Après la publication d'un article du Figaro le 22 janvier 2011, la CGT entame une procédure d'exclusion à son encontre et la fédération de Moselle à laquelle il appartient demande aux militants de sa section locale de le désavouer,. Mais il obtient le soutien de 23 des 26 adhérents de cette dernière, ce qui conduit l'union départementale CGT de la Moselle et la fédération des services publics du syndicat à suspendre la section le 21 février 2011 et provoque un conseil de discipline au siège de la confédération, la centrale de Montreuil lui reprochant d'avoir « défendu publiquement les thèses du FN sur la préférence nationale, l'immigration comme cause du chômage et contre la régularisation des sans-papiers ». Des positions assumées par l'intéressé.
Avec son avocat Gilbert Collard, Fabien Engelmann annonce déposer une plainte pour discrimination politique contre la CGT, « au nom de la liberté d'expression et contre la police de la pensée ».
Le 28 mars 2011, il est convoqué au siège de la CGT à Montreuil pour expliquer son choix. Malgré l'annonce d'un comité d'accueil hostile, il décide de se rendre à cette convocation accompagné du secrétaire adjoint de sa section sous l'escorte du service d'ordre de la CGT. Accueilli par une centaine de militants protestataires, il affirme après cette réunion « On m'a craché dessus et donné des coups dans les jambes. Ça me rend triste. On n'est pas obligé d'être d'accord sur tout mais de là à en venir aux mains et à m'insulter... J'ai le droit d'aimer Marine Le Pen et de militer au Front national. Je ne vois pas où est le problème. »
Fabien Engelmann est exclu de la CGT le 2 mars 2011 au même titre que les 26 membres du syndicat CGT de Nilvange qui est, de fait, dissout à l'unanimité par le Comité national de la fédération des services publics, dont dépendait le syndicat mosellan, et en accord avec la CGT de la Moselle.
La direction du syndicat diffuse à partir d'avril 2011 un document de dix pages intitulé « Le Front national ou l'imposture sociale », qui revient en conclusion sur l'affaire Engelmann. Selon le FN, l'initiative de la CGT est « contraire à la mission première d'un syndicat qui est celui de défendre les intérêts des travailleurs » et de poursuivre : « Contrairement à ce que disent les dirigeants de la CGT et aux mensonges qu'ils professent à l'ensemble de leurs affiliés, le Front national est un mouvement politique légal et reconnu qui prône le strict respect des lois, de la Constitution, de la Déclaration des droits de l'homme et du citoyen et des principes fondamentaux qui, ensemble, forment le bloc de constitutionnalité ».

#### Maire d'Hayange
Aux élections municipales de 2014, Fabien Engelmann est candidat tête de liste Front national à Hayange. Élu au second tour à la majorité relative (34,7 %), il devient le nouveau maire de la ville le 6 avril 2014. Il est du même coup élu conseiller communautaire de la communauté d'agglomération du Val de Fensch (CAVF). L'élection d'un maire encarté au FN cause la rupture du jumelage avec la ville d'Arlon (Belgique) et celle de Diekirch (Luxembourg) (l'édile clôt l'affaire en déclarant : « bon débarras ! »).
Fabien Engelmann voit ses comptes de campagne des élections municipales rejetés en octobre 2014 par la Commission nationale des comptes de campagne et des financements politiques (CNCCFP). Le litige concerne 1 575 euros de frais de création et d'impression de tracts électoraux. En décembre 2014, le tribunal administratif de Strasbourg estime que la CNCCFP a rejeté « à bon droit » ses comptes de campagne et le déclare inéligible pour une durée d'un an,. En juin 2015, le Conseil d'État confirme le rejet des comptes mais annule la peine d'inéligibilité, considérant que le montant des dépenses litigieuses était « demeuré limité ».
Les premières mesures de Fabien Engelmann portent sur la création d'un pigeonnier municipal, d'une rue Brigitte-Bardot, ainsi que sur le retrait du drapeau européen des mâts de l'hôtel de ville.
En 2014, jugeant la sculpture « lugubre » et « affreuse », Fabien Engelmann fait repeindre en bleu une œuvre de l'artiste Alain Mila, hommage au passé sidérurgique de la ville. Contrevenant aux règles de la propriété intellectuelle qui interdit de modifier une œuvre sans l'accord de son auteur, son acte provoque des remous. L'œuvre est finalement décapée, puis remisée au fond d'un parc. L'édile fera également repeindre aux couleurs tricolores trois wagonnets de charbonnage exposés sur un rond-point.
En 2015, il institue une « Fête du cochon » dans sa ville. L'initiative est vue par ses opposants locaux comme une manière de stigmatiser les musulmans. L'affiche de la quatrième édition de la manifestation prévue le 3 septembre 2017, provoque la polémique. Les chanteurs programmés (Enzo Enzo, Ana K, Caroline Loeb, Éric Morena et Eve Angeli) annulent leur participation à l'événement, « compte tenu du caractère particulièrement politique et polémique de [celui]-ci dont nous n’étions absolument pas informés » » déclarent les artistes par la voie de leur producteur, « sous la pression médiatique » selon Fabien Engelmann. Les Forbans assurent cependant leur prestation, en qualifiant de « sombres crétins », « d'abrutis » et de « chroniqueurs de merde » les journalistes ayant commenté la polémique, et « d'abrutis » les artistes ayant refusé de venir jouer à Hayange - sous les applaudissements du public.
En 2015 également, il s'oppose au sacrifice rituel de moutons pratiqué lors de l'Aïd el-Kébir, se disant « sensible depuis toujours à la cause animale »,.
En décembre 2016, une prise de position du maire contre le Secours Populaire fait débat. Il accuse ainsi l'association - installée dans un local qu'elle partage depuis 2005, à titre gracieux, avec les Restos du cœur - d'être trop «  pro-migrant  » et trop «  communiste  », et supprime les subventions municipales qui étaient de 1 700 euros en 2014. À l'approche de Noël, l'association se voit interdire l'accès aux locaux de la mairie, où elle organise traditionnellement un repas à l'occasion des fêtes. L'association proteste, estimant que la récolte et la distribution de jouets et de nourriture aux familles étaient désormais compliquées à organiser à Hayange. En décembre 2017, un juge des référés du tribunal de grande instance de Thionville ordonne à la commune de Hayange de rétablir le gaz et l'électricité, coupés depuis un an dans le local du Secours populaire. Fabien Engelmann se déclare alors « déçu » par la décision de justice.
En février 2017, il est mis en examen, soupçonné de ne pas avoir respecté les règles du code des marchés publics, au sujet d'un contrat de plusieurs dizaines de milliers d'euros.
À l'occasion des élections municipales de 2020, la liste conduite par Fabien Engelmann l'emporte au premier tour avec 63 % des suffrages exprimés, dans un contexte de forte abstention (64 %) due à la pandémie de Covid-19 en France.
En novembre 2020, durant la pandémie de Covid-19, il écrit une lettre aux représentants de l'État pour demander de l'aide concernant l'hébergement des SDF français et européens.
Il est candidat pour les municipales de 2026.

#### Autres mandats
Lors des élections régionales de 2015, Fabien Engelmann est en septième position sur la liste FN de Moselle menée par Florian Philippot. À l’échelle régionale, le Front National arrive en tête du premier tour avec 36% des suffrages exprimés, 11 points devant la liste sortante de Philippe Richert, mais ne parvient pas à gagner la Région au second tour face à ce dernier. Fabien Engelmann est élu conseiller régional d'Alsace-Champagne-Ardenne-Lorraine.
Il figure en cinquième position de la liste RN de Moselle menée par Laurent Jacobelli lors des élections régionales de 2021 et est réélu conseiller régional du Grand Est.
En 2022 et 2024, Fabien Engelmann est suppléant du candidat élu à la députation Laurent Jacobelli pour le Rassemblement National dans la 8e circonscription de la Moselle, dont fait partie Hayange.

## Profil et positionnement
L'historienne Valérie Igounet l'estime typique des nouveaux élus FN marinistes qui rompent avec « l'image traditionnelle de l'extrémiste ».
Pour Pascal Perrineau, Fabien Engelmann est représentatif des « fils de mineurs communistes du Pas-de-Calais ou de sidérurgistes de la vallée de la Fensch, dans la Moselle, qui ont quitté l'univers de référence de la gauche politique ou syndicale pour rejoindre directement la protestation frontiste. » Il est, selon lui, révélateur d'une mutation au terme de laquelle le Front national, et non plus le Parti communiste, assume la fonction tribunitienne qui neutralise les forces opposées au régime en les intégrant politiquement dans un rôle de défense des intérêts des catégories sociales les plus défavorisées. Il considère qu'il « montre à la fois la manière dont des valeurs de gauche (défense des services publics, rejet des licenciements, attachement à la laïcité, maintien des salaires…) peuvent s'investir au Front national et comment un jeune ouvrier peut abandonner les références classiques de la gauche en se rangeant aux solutions de la "préférence nationale". »

## Affaires judiciaires
En août 2016, en première instance, Fabien Engelmann est condamné pour diffamation envers un représentant syndical CGT. Après un pourvoi en Cassation, le Maire de Hayange est blanchi de toute accusation par la Cour de Cassation de Paris.
En février 2017, il est mis en examen, soupçonné de ne pas avoir respecté les règles du code des marchés publics. L'affaire concerne le remplacement de neuf photocopieurs pour un montant de 103 950 € pour les écoles maternelles et primaires de la Ville. Fabien Engelmann se défend en arguant de son inexpérience en tant que maire : « Les faits datent du début de l'année 2015. J'étais en fonction depuis 8-9 mois et nous avons loué une dizaine de photocopieurs couleur destinés aux écoles de la ville », avance-t-il. « Un contrat sur trois ans de quelques dizaines de milliers d'euros. Il s'agissait de répondre rapidement à un besoin. » Il est condamné dans cette affaire à verser la somme de 15 000 € dont 10 000 avec sursis.
En septembre 2020, poursuivi pour conduite en état d'ivresse à Luxembourg-Ville, il est condamné à 1 000 € d'amende et à deux interdictions de conduire avec sursis au Luxembourg, de 18 mois chacune. D'après les policiers, Fabien Engelmann aurait tenté de se soustraire au contrôle en invoquant sa position de maire et ses relations avec le Premier ministre Xavier Bettel, menaçant les agents de devoir « en supporter les conséquences ». Il concède avoir bu « un verre de trop » mais ajoute n'avoir jamais fait référence à son mandat d'élu que les policiers l'ont découvert en voyant ses affiches de campagnes pour les municipales 2020 dans son coffre. Il réfute également les accusations d'intimidation, assurant qu'il ne connait pas le Premier ministre luxembourgeois.

## Publication
- Du gauchisme au patriotisme. Itinéraire d'un ouvrier élu maire de Hayange, préface de Pierre Cassen, Riposte laïque, 170 p., 2014[49].